# NIT Season Tip-Off
Le Preseason NIT (Tournoi NIT de pré-saison en français) est un tournoi universitaire américain de basket-ball qui se déroule chaque année en novembre au début de la saison. Les deux premiers tours sont joués sur les campus tandis que les demi-finales et la finale ont lieu au Madison Square Garden. Le tournoi fut créé en 1985. Avec le Maui Invitational, c'est un des tournois de pré-saison les plus célèbres.

## Palmarès

### Années 1980
- 1985 - Duke 92 - 86 Kansas
- 1986 - UNLV 96 - 95 Western Kentucky (double prolongation)
- 1987 - Florida 70 - 68 Seton Hall
- 1988 - Syracuse 86 - 84 Missouri (prolongation)
- 1989 - Kansas 66 - 57 St. John's

### Années 1990
- 1990 - Arizona 89 - 77 Arkansas
- 1991 - Oklahoma State 78 - 71 Georgia Tech
- 1992 - Indiana 78 - 74 Seton Hall
- 1993 - Kansas 86 - 75 Massachusetts
- 1994 - Ohio 84 - 80 New Mexico State 80 (prolongation)
- 1995 - Arizona 81 - 71 Georgetown
- 1996 - Indiana 85 - 69 Duke
- 1997 - Kansas 73 - 58 Florida State
- 1998 - North Carolina 57 - 49 Stanford
- 1999 - Arizona 63 - 51 Kentucky

### Années 2000
- 2000 - Duke 63 - 60 Temple
- 2001 - Syracuse 74 - 67 Wake Forest
- 2002 - North Carolina 74 - 57 Stanford
- 2003 - Georgia Tech 85 - 65 Texas Tech
- 2004 - Wake Forest 63 - 60 Arizona
- 2005 - Duke 70 - 67 Memphis
- 2006 - Butler 79 - 71 Gonzaga
- 2007 - Texas A&M 70 - 47 Ohio State
- 2008 - Oklahoma 87 - 82  Purdue (prolongation)
- 2009 - Duke 68 - 59 Connecticut

### Années 2010
- 2010 - Tennessee 78 - 68 Villanova
- 2011 - Syracuse 69 - 63 Stanford
- 2012 - Michigan 71 - 57 Kansas State
- 2013 - Arizona 72 - 66 Duke
- 2014 - Gonzaga 73 - 66 St. John's
- 2015 - Villanova 69 - 52 Georgia Tech
- 2016 - Temple 81 - 77 West Virginia
- 2017 - Virginia 70 - 55 Rhode Island
- 2018 - Kansas 87 - 81 Tennessee (prolongation)
- 2019 – Oklahoma State 78-37 Ole Miss
- 2020 – Pas de tournoi (Pandémie de Covid-19).
- 2021 – Iowa State 78-59 Memphis
- 2022 – Pas de tournoi
- 2023 – Baylor 95-91 Florida
- 2024 - Utah State 61-57 North Texas

## Anecdotes
- Allen Iverson  fut le MVP du tournoi en 1995 lorsqu'il jouait pour Georgetown University.